# Mason, Illinois
Mason là một thị trấn thuộc quận Effingham, tiểu bang Illinois, Hoa Kỳ. Năm 2010, dân số của thị trấn chưa hợp nhất này là 345 người.

## Dân số
Dân số qua các năm:
- Năm 2000: 396 người.
- Năm 2010: 345 người.